# PDX (IPC-257X)
PDX là tiêu chuẩn eXchange dữ liệu sản phẩm cho sản xuất. PDX là một tiêu chuẩn đa phần, được đại diện bởi loạt thông số kỹ thuật IPC 2570.
Các tệp PDX là các tệp văn bản ở định dạng Ngôn ngữ đánh dấu eXtensible (XML).
Các tệp PDX có thể được sử dụng để mô tả:
- [Hóa đơn vật liệu] (BOM)
- Danh sách nhà sản xuất được phê duyệt (AML)
- Bản vẽ
- Yêu cầu thay đổi kỹ thuật (ECR)
- Đơn đặt hàng thay đổi kỹ thuật (ECO)
- Sai lệch (nhượng bộ)

Đặc điểm kỹ thuật của PDX được xác định trong ba tài liệu đặc tả:

## IPC-2571
Yêu cầu chung cho truyền thông chuỗi cung ứng sản xuất điện tử

## IPC-2576
Yêu cầu bộ phận cho sản xuất điện tử Truyền thông chuỗi cung ứng dữ liệu sản phẩm được xây dựng

## IPC-2578
Yêu cầu bộ phận đối với truyền thông chuỗi cung ứng của dữ liệu cấu hình thiết kế sản phẩm và vật liệu